# Campeonato Panamericano de Fútbol
El Campeonato Panamericano de Fútbol fue un torneo oficial organizado por la Confederación Panamericana de Fútbol, similar al Campeonato Sudamericano de Selecciones (actualmente llamado Copa América), con la diferencia de que abarcó a los países de toda América. Solo se efectuaron tres ediciones, en formato de cuatrienio: en 1952, 1956 y 1960.
En 1946 se formó la Confederación Panamericana de Fútbol con el objetivo de unificar las tres confederaciones del continente americano en aquel momento: la Conmebol, la NAFC y la CCCF. El Campeonato Panamericano fue su torneo más importante y fue el primer campeonato que unió a selecciones de toda América, hecho que no se repitió hasta 1993, cuando se invitó a participar a equipos de la Concacaf en la Copa América de aquel año. En 2016 y 2024 volvieron a disputarse torneos continentales, la Copa América Centenario y Copa América 2024 respectivamente, pero no tienen relación con este torneo.

## Resultados
| Año          | Sede       | Campeón   | Subcampeón | Tercer puesto | Cuarto puesto |
| ------------ | ---------- | --------- | ---------- | ------------- | ------------- |
| 1952 Detalle | Chile      | Brasil    | Chile      | Uruguay       | Perú          |
| 1956 Detalle | México     | Brasil    | Argentina  | Costa Rica    | Perú          |
| 1960 Detalle | Costa Rica | Argentina | Brasil     | México        | Costa Rica    |

## Palmarés
En cursiva, se indica el torneo en que el equipo fue local.
| Equipo     | Campeón        | Subcampeón | Tercer lugar | Cuarto lugar   |
| ---------- | -------------- | ---------- | ------------ | -------------- |
| Brasil     | 2 (1952, 1956) | 1 (1960)   |              |                |
| Argentina  | 1 (1960)       | 1 (1956)   |              |                |
| Chile      |                | 1 (1952)   |              |                |
| Costa Rica |                |            | 1 (1956)     | 1 (1960)       |
| Uruguay    |                |            | 1 (1952)     |                |
| México     |                |            | 1 (1960)     |                |
| Perú       |                |            |              | 2 (1952, 1956) |

## Estadísticas

### Clasificación histórica
Brasil se situó como líder de la clasificación y con el selectivo de participar en todas las ediciones junto con México.
| Posición | Equipo     | Ediciones | Pts. | PJ | PG | PE | PP | GF | GC | Dif. | Títulos |
| -------- | ---------- | --------- | ---- | -- | -- | -- | -- | -- | -- | ---- | ------- |
| 1        | Brasil     | 3         | 25   | 16 | 11 | 3  | 2  | 34 | 15 | +19  | 2       |
| 2        | Argentina  | 2         | 16   | 11 | 6  | 4  | 1  | 20 | 9  | +11  | 1       |
| 3        | México     | 3         | 10   | 16 | 3  | 4  | 9  | 18 | 30 | -12  | –       |
| 4        | Perú       | 2         | 9    | 10 | 3  | 3  | 4  | 20 | 16 | +4   | –       |
| 5        | Chile      | 2         | 9    | 10 | 4  | 1  | 5  | 20 | 17 | +3   | –       |
| 6        | Costa Rica | 2         | 9    | 11 | 3  | 3  | 5  | 15 | 25 | -10  | –       |
| 7        | Uruguay    | 1         | 6    | 5  | 3  | 0  | 2  | 16 | 10 | +6   | –       |
| 8        | Panamá     | 1         | 0    | 5  | 0  | 0  | 5  | 5  | 28 | -23  | –       |

### Tabla histórica de goleadores
El peruano Valeriano López es el máximo anotador histórico de la competición con 7 goles desde que debutase en 1952 en la edición celebrada en Chile.
| Pos. | Jugador                     | G. | P. J. | Prom. | Debut           | Selección  |
| ---- | --------------------------- | -- | ----- | ----- | --------------- | ---------- |
| 1    | Valeriano López             | 7  | 5     | 1.4   | Chile 1952      | Perú       |
| 2    | Andrés Prieto               | 6  | 3     | 2     | Chile 1952      | Chile      |
| 3    | Oscar Míguez                | 5  | 5     | 1     | Chile 1952      | Uruguay    |
| =    | Omar Sívori                 | 5  | 5     | 1     | México 1956     | Argentina  |
| 4    | Chinesinho                  | 4  | 3     | 1.33  | México 1956     | Brasil     |
| =    | Julio Abbadie               | 4  | 5     | 1     | Chile 1952      | Uruguay    |
| =    | Carlos Septién              | 4  | 5     | 0.8   | Chile 1952      | México     |
| =    | Baltazar                    | 4  | 5     | 0.8   | Chile 1952      | Brasil     |
| =    | Jorge Monge                 | 4  | 5     | 0.8   | México 1956     | Costa Rica |
| =    | Larry                       | 4  | 5     | 0.8   | México 1956     | Brasil     |
| 5    | Guillermo Barbadillo        | 3  | 3     | 1     | Chile 1952      | Perú       |
| =    | Rodrígues                   | 3  | 5     | 0.8   | Chile 1952      | Brasil     |
| =    | Pinga                       | 3  | 5     | 0.8   | Chile 1952      | Brasil     |
| =    | Humberto Maschio            | 3  | 4     | 0.75  | México 1956     | Argentina  |
| =    | Osvaldo Nardiello           | 3  | 5     | 0.6   | Costa Rica 1960 | Argentina  |
| =    | Carlos Martínez             | 3  | 5     | 0.6   | Chile 1952      | Panamá     |
| =    | Carlos Calderón de la Barca | 3  | 5     | 0.6   | México 1956     | México     |
| =    | Juarez                      | 3  | 5     | 0.6   | Costa Rica 1960 | Brasil     |
| =    | Raúl Oscar Belén            | 3  | 6     | 0.5   | Costa Rica 1960 | Argentina  |
| =    | Ramón Sigifredo Mercado     | 3  | 6     | 0.5   | Costa Rica 1960 | México     |
| =    | Elton                       | 3  | 6     | 0.5   | Costa Rica 1960 | Brasil     |
| =    | Roberto Drago               | 3  | 8     | 0.38  | Chile 1952      | Perú       |
| =    | Enrique Hormazábal          | 3  | 9     | 0.33  | Chile 1952      | Chile      |

### Goleadores
| Edición | Goleador                                                                                      | Goles |
| ------- | --------------------------------------------------------------------------------------------- | ----- |
| 1952    | Valeriano López                                                                               | 7     |
| 1956    | Omar Sívori                                                                                   | 5     |
| 1960    | Ramón Sigifredo Mercado Raúl Oscar Belén Osvaldo Nardiello Fensterseifer Elton Texeira Juárez | 3     |

### Entrenadores campeones
| Edición | Entrenador        |
| ------- | ----------------- |
| 1952    | Zezé Moreira      |
| 1956    | Teté              |
| 1960    | Guillermo Stábile |

### Goles
Durante las 3 ediciones del Campeonato Panamericano disputadas hasta 1960, se han anotado 150 goles. A nivel de torneos, el Campeonato 1952 es la que ha tenido mayor número de goles, con 69 anotaciones en sus 15 partidos disputados, mientras el menor número fue en 1960 con 32 goles. Considerando el número de partidos, el mayor número de goles por partido fue en el Campeonato 1952, con 4.6 tantos por encuentro; la cifra menor, en tanto, fue de 2.66 goles por partido en 1960. 
El partido con más goles anotados fueron los disputados entre Perú vs Panamá y Brasil vs Costa Rica en los campeonatos 1952 y 1956. El cual finalizaron con una victoria de los sudamericanos por 7:1, siendo también las mayores goleadas en la historia del torneo.
A continuación se listan las mayores goleadas en el Campeonato Panamericano con diferencia de 5 o más goles: 
| Selección | Resultado | Selección  | Edición     |
| --------- | --------- | ---------- | ----------- |
| Perú      | 7:1       | Panamá     | Chile 1952  |
| Brasil    | 7:1       | Costa Rica | México 1956 |
| Chile     | 6:1       | Panamá     | Chile 1952  |
| Uruguay   | 6:1       | Panamá     | Chile 1952  |
| Brasil    | 5:0       | Panamá     | Chile 1952  |